# فهد العلي العريفي
فهد العلي العريفي (1929- 2004)، كاتب وصحفي وناقد سعودي، من رواد مثقفي حائل، ومن أوائل موظفيها الحكوميين الذين عملوا في الوظائف العامة، كما أنه من أبرز النقاد الاجتماعيين في الصحافة السعودية، وهو المدير العام لمؤسسة اليمامة الصحفية، كتب لعدد من الصحف المحلية والعربية، كصحف الجزيرة، اليوم، الرياض، ومجلتي اليمامة والتراث الشعبي الصادرة عن وزارة الثقافة والإعلام في بغداد (وزارة الثقافة والسياحة والآثار حاليًا)، ومن أبرز مؤلفاته كتاب (حائل) الذي تناول المنطقة تاريخيًا وجغرافيًا، وتطرق لأدبها وتراثها، ويُعد من أهم المراجع عن منطقة حائل، وقدم للكتاب حمد الجاسر.

## النشأة والأسرة

### اسمه ومولده
هو فهد بن علي بن عبد العزيز بن سليمان بن محمد العريفي، يكنى بأبي عبد العزيز، وُلِد في حائل 12/ 3/ 1348هـ الموافق 8/17/ 1929م، وقد صادف تاريخ مولده بدء ثورة البراق.

### أسرته
نشأ في أسرة كريمة، فأمه فاطمة بنت رشيد الناصر الليلى، كانت تحفظ القرآن الكريم، وعاملت أبناءها بالعطف والحنان. برز جده لأبيه عبد العزيز في كفالة الأيتام والقيام على شؤونهم؛ حتى لُقب بـ (أبو الأيتام). أما جده لأمه فكان رجل سياسي وهو رشيد الناصر الليلى؛ حيث عمل وكيلاً لإمارة آل رشيد، وعمل قنصلاً للسعودية. كان فهد العريفي ثالث الثلاثة بين إخوته الذكور الأشقاء وله سبع أخوات توفوا جميعًا في سن مبكرة.
له من الأبناء: 
-عبدالعزيز العريفي وهو الذي يكنى به
-رشيد العريفي توفى صغيرا
-الأديب أحمد العريفي
-خالد العريفي وهو المدير العام لمؤسسة اليمامة الصحفية.

## تعليمه
تلقى تعليمه الأولي في كتّاب الشيخ صالح الرزيقي في حائل، كما التحق بالتعليم الحكومي النظامي، وتمكن من إتمام تعليمه الثانوي، وأوشك على إنهاء تعليمه الجامعي، ولكنه انقطع عن الدراسة بعد أن أنهى السنة الثالثة؛ بسبب ظروف قاهرة حالت بينه وبين تحقيق طموحه.

## وظائفه
- عمل كاتبًا في فرع وزارة الزراعة في حائل (البيئة والمياه والزراعة حاليًا).
- شغل منصب مدير العلاقات العامة بوزارة الداخلية.
- عمل في لجنة تطوير السجون بوزارة الداخلية.[3]

## عمله في الصحافة
- تولى تحرير مجلة (حماة الأمن) التي كانت تصدرها وزارة الداخلية.
- كان عضوًا في مجلس إدارة مؤسسة اليمامة الصحافية، فنائبًا لمديرها، فرئيسًا لهذه المؤسسة.

كما "ارتبط بالعمل الصحفي منذ سنة 1369هـ (1949-1950م)، حينما عمل مراسلاُ لصحيفة المدينة المنورة في حائل، وبدأ مزاولة الكتابة الصحفية سنة 1377هـ (1957م)، إلى قريب من وفاته، ونشر خلال هذه المدة عشرات المئات من المقالات تتجاوز ألفًا وثلاثمئة مقالة، نشرها في صحيفة الجزيرة، والرياض، والمدينة، واليوم، والرائد، وحراء، وعكاظ، ومجلة اليمامة، والعرب، والمجلة العربية، ومجلة التراث الشعبي التي تصدر عن وزارة الثقافة والإعلام في بغداد.
ومقالاته الصحفية ذات طابع اجتماعي ووطني، هدفها التقويم والإصلاح، ومعالجة مواطن الخطأ والتجاوز، والتنبيه عليها، أفرغ معظم مقالاته في قضايا المجتمع والوطن، وكان صريحًا صادقًا في الجهر برأيه، وما يرى أنه الحق، بعيدًا من المداجاة والنفاق، قيل عنه:" هو نصير أصحاب الحق الذين يبحثون عنه في دهاليز الروتين". عرف بشهامته ورجولته، وتسخير قلمه لمن وقع عليه ظلم أو حيف، أو ألمت به مشكله لا يستطيع الخروج منها، ولصراحته المعهودة كان يضطر أحيانًا أن يكتب بأسماء مستعارة؛ فمرة يذيل مقالاته بفهد الحايلي، ومرة بفهد العلي، وأخرى بفتى حائل؛ فكان من أبرز من وظف مقالاته في النقد الاجتماعي، وواجه في سبيل هدفه عقبات من بعض الجهات الحكومية التي انتقدها في مقالاته".

## مكتبته الخاصة
«يقول أحمد العريفي مؤسس المكتبة: كانت فكرة إنشاء مكتبة خاصة في مدينة حائل تراود الوالد فهد العلي العريفي - يرحمه الله - منذ فترة طويلة، وكان يريدها امتدادًا لمكتبة أسرته التي أسسها الجد عبد العزيز السليمان العريفي - يرحمه الله - قبل أكثر من مئة عام في مدينة حائل... وقد رغبتُ في تحقيق قسم من تلك الرغبة العزيزة بإنشاء مكتبة خاصة باسم الوالد».

## اهتمامات أخرى
- له قراءات واسعة في الشعر.
- ارتياد المنتديات والملتقيات الثقافية والندوات الكبرى.
- الاهتمام بالكتب والمكتبات وزيارة معارض الكتاب السنوية.
- عضو مؤسس في الجمعية العربية السعودية للثقافة والفنون.
- عضو نادي الرياض الأدبي.
- حصل نظير ثقافته على جوائز تقديرية في داخل السعودية وخارجها منها جائزة عبد المقصود خوجة.[5]

## مؤلفاته
- من وراء الحدود.
- حائل.[1]

## وفاته
توفي عام 1425هـ. وسُمي أحد شوارع مدينة حائل باسمه في منطقة أسواق الجامعيين.

## وصلات خارجية
- فهد العريفي.. القلم الوطني النظيف
- مكتبة فهد العريفي بحائل
- فهد العريفي.. ثالث الجبلين وقلب البسطاء
- فهد العريفي.. الجبل الثالث لحائل والعمود التاسع في بلاط صاحبة الجلالة